# Gebhard von Hoym
Gebhard von Hoym (* vor 1428; † 17. Dezember 1484) war von 1458 bis 1479 Bischof von Halberstadt.
Gebhard stammte aus dem anhaltinischen Adelsgeschlecht der Grafen von Hoym. Er wurde 1428 als Halberstädter Kanoniker anlässlich seiner Immatrikulation an der Universität Erfurt erstmals erwähnt. Er war vermutlich Propst des Liebfrauenstiftes in Halberstadt und wurde 1445 Propst von Walbeck.
Im März 1458 wurde er zum Bischof von Halberstadt gewählt, die Bestätigung durch den Papst erfolgte am 9. August 1458. Gebhard residierte in Gröningen und kümmerte sich wenig um seine Amtspflichten, was schon zu seinen Lebzeiten mit Spottversen bedacht wurde. Es gelang ihm nicht die Städte seines Bistums vor den Übergriffen der benachbarten Grafen von Hohnstein, Schwarzburg und Henneberg zu schützen. Im Konflikt mit den sächsischen Herzögen um Quedlinburg büßte er alle Rechte in der Stadt ein. 1479 trat er von seinem Amt zurück, erhielt eine Pension von 500 Gulden und das Schloss Wegeleben. Nach seinem Tod im Jahr 1484 wurde er im Kloster Huysburg bestattet.